# Yum! Brands
Yum! Brands, Inc. es una empresa multinacional cuya administración central está en Louisville, Kentucky, Estados Unidos.
Es líder mundial de comida rápida en número de restaurantes, con más de 40 000 establecimientos en 125 países y unas ventas superiores a los 11 800 millones de dólares. Gestiona las marcas KFC (pollo frito), Pizza Hut (pizzería) y Taco Bell (cocina Tex-Mex), así como divisiones en China.
El grupo se creó en 1997 como división independiente de PepsiCo, sus restaurantes para concentrarse en el negocio de bebidas.

## Historia
La empresa se creó el 30 de mayo de 1997 con el nombre de «Tricon Global Restaurants, Inc.», a partir de la decisión en el grupo PepsiCo de convertir su división de comida rápida, que controlaba las franquicias de KFC, Pizza Hut y Taco Bell a nivel mundial, en una compañía independiente. Los accionistas recibieron una acción de Tricon por cada diez de PepsiCo.
En marzo de 2002, anunció la compra de «Yorkshire Global Restaurants», propietarios de los restaurantes A&W y Long John Silver's, por 320 millones de dólares. A su vez, en mayo del mismo año se aprobó el cambio de nombre de Tricon a «Yum! Brands». En 2003, se creó una nueva franquicia, WingStreet, especializada en alitas de pollo (buffalo wings). Y para incursionar en China fundó, un año después, la cadena Dong Fang Ji Bai (‘Amanecer Oriental’), especializada en comida china.
El grupo cambió de estrategia en 2011 para concentrarse tanto en el crecimiento de sus franquicias más rentables (KFC, Pizza Hut y Taco Bell) como en la consolidación del negocio chino. Por ello vendió sus dos marcas menos rentables, A&W y Long John Silver's, a grupos inversores locales. Ese mismo año, se hizo con el control de la asiática Little Sheep Hot Pot.
En octubre de 2013, se inauguró el restaurante número 40 000.

## Marcas

### Marcas actuales

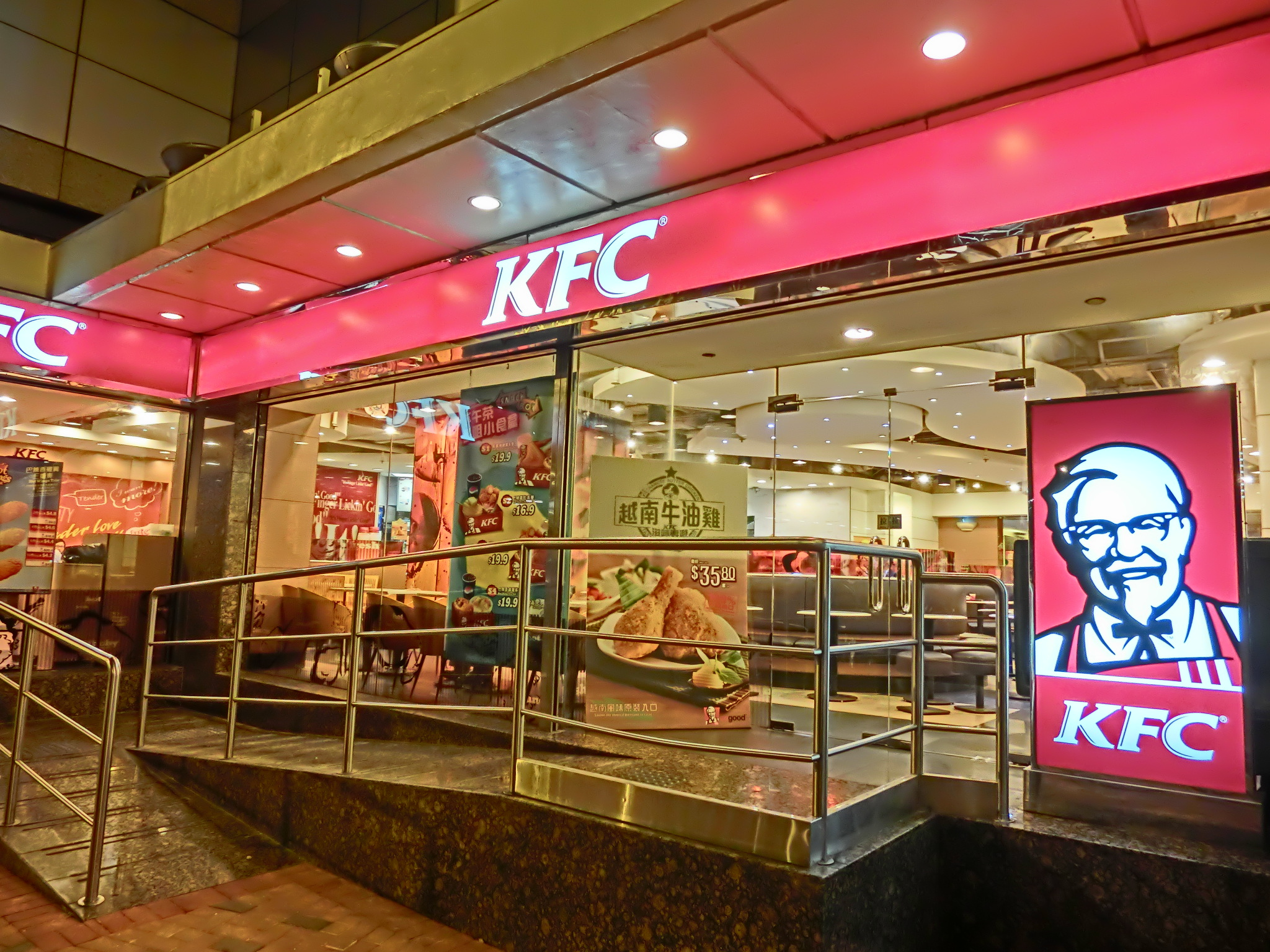
KFC es la marca con más restaurantes de Yum! Brands

Yum! Brands gestiona las siguientes marcas a nivel mundial:
- KFC (Kentucky Fried Chicken). Fue fundada en 1930 y su especialidad es el pollo frito. Es la segunda franquicia de comida rápida más grande del mundo, con 18 000 establecimientos en 120 países.[6]
- Pizza Hut. Se puso en marcha en 1958 y vende pizzas, pasta italiana y distintos entrantes. Dispone de 11 000 establecimientos en 94 países.
- Taco Bell. Creada en 1962, está especializada en cocina Tex-Mex. Tiene más de 6500 franquicias, la mayoría en los Estados Unidos.

Las siguientes marcas tienen la mayoría de sus locales en China:
- Little Sheep (Xiao Fei Yang). Está especializada en caldero mongol (hot pot). Su sede está en Baotou (Mongolia Interior). Dispone de más de 450 restaurantes en China.[6]
- Dong Fang Ji Bai, también conocida como East Dawning (en español, ‘Amanecer Oriental’). Se creó en 2003. Su sede está en Shanghái, China. Vende comida china.
- Peter Piper Pizza. Está especializada en pizza.

### Marcas anteriores
Yum! Brands también tuvo el control de los siguientes restaurantes, aunque actualmente ya no lo tiene:
- A&W. Cadena de restaurantes de comida rápida, famosa por su cerveza de raíz (root beer). Perteneció a Yum! desde 2002 hasta 2011, cuando fue vendida al consorcio de franquicias A Great American Brand.
- Long John Silver's. Cadena de comida rápida especializada en pescados, mariscos y frituras. En 1999, fue comprada por A&W, por lo que Yum! asumió su control desde 2002. Fue vendida en 2011 al consorcio de franquicias LJS Partners.
- WingStreet. Marca especializada en alitas de pollo (buffalo wings). Se puso en marcha en 2003 como marca propia de Pizza Hut e incluso llegó a contar con locales independientes, pero no mucho tuvo éxito y sus productos se integraron en la carta de Pizza Hut.